# ブープル
ブープル（boople）は、日販アイ・ピー・エス株式会社が運営するオンライン書店。日本のオンライン書店では老舗の部類に入る。boopleという名前は、"book" と "people" の単語をつなげて作られた造語である。
サービス開始当初は「インターネット書店開設支援サイト」という売り文句で、自らのサイトでは販売をせずアフィリエイトプログラムを利用し提携サイトを集めて、提携サイトからの流入で書籍を販売するスタイルを採っていたが、後に通常のオンライン書店として書籍の他、雑誌定期購読、CD、DVDの販売も行うようになった。
2011年8月14日を以てサイトを閉鎖し、同年8月16日に新設された Honya Club.com にサービスを移行した。その際、登録されていた会員情報やポイントは自動移行されず、サイトが閉鎖されるまでに Honya Club.com に手動で移行手続をしなければならなかった。

## 沿革
- 2001年4月：インターネット書店開設支援サイト boople.com サービス開始
- 2005年11月：サイトリニューアル
- 2006年2月：CD、DVDの取扱いを開始
- 2011年8月：サービス終了。Honya Club.com を開設しサービス開始

## 特徴
- 1回のショッピングで、税込み1,500円以上の注文をすると、配送先が日本全国どこであっても無料となる。
- boopleポイントのサービスがあり、税抜き商品価格100円につき通常1ポイントが付与され、次回以降のショッピングで1ポイントから利用できる。
- 倉庫は、親会社である日本出版販売株式会社の日販web-Bookセンターを使用している。
- 商品の発送は、ヤマト運輸の宅急便かメール便で発送される。
- 週刊のメールマガジン「boople 御茶ノ水通信」の発行をしている。